# Prudhoe Bay (Alaska)
Prudhoe Bay es un lugar designado por el censo ubicado en el borough de North Slope en el estado estadounidense de Alaska. En el Censo de 2010 tenía una población de 2174 habitantes y una densidad poblacional de 1,51 personas por km².

## Geografía
Prudhoe Bay se encuentra en las coordenadas 70°21′58″N 148°44′44″O / 70.36611, -148.74556. Según la Oficina del Censo de los Estados Unidos, Prudhoe Bay tiene una superficie total de 1442.86 km², de la cual 980.47 km² corresponden a tierra firme y (32.05%) 462.38 km² es agua.

## Demografía
Según el censo de 2010, había 2174 personas residiendo en Prudhoe Bay. La densidad de población era de 1,51 hab./km². De los 2174 habitantes, Prudhoe Bay estaba compuesto por el 85.23% blancos, el 1.93% eran afroamericanos, el 7.77% eran amerindios, el 1.61% eran asiáticos, el 0.14% eran isleños del Pacífico, el 1.43% eran de otras razas y el 1.89% pertenecían a dos o más razas. Del total de la población el 4.05% eran hispanos o latinos de cualquier raza.